# Regiment Manchesterski
Regiment Manchesterski – regiment British Army sformowany w 1881 z połączenia 63 i 96 Regimentu Piechoty. W 1958 złączony z Królewskim Regimentem Liverpoolskim tworząc Regiment Królewski.

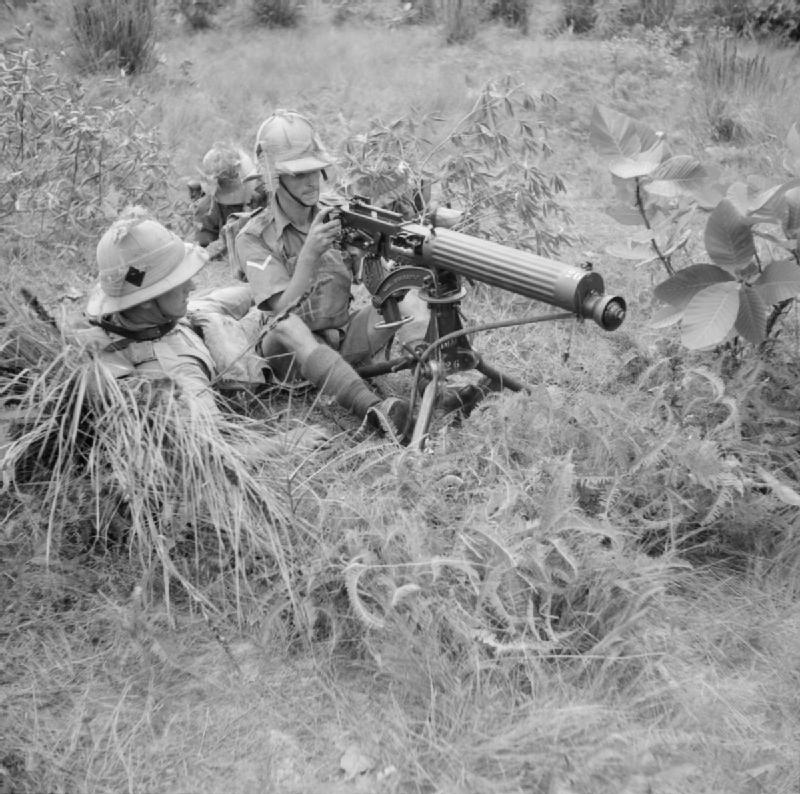
Żołnierze regimentu z karabinem maszynowym Vickersa, 17 października 1941, Malaje.